# نوک‌مومی
نوک‌مومی (نام علمی: Estrilda) نام یک سرده از تیره سهرگان ریز است.
به این خاطر که رنگ منقار این گونه از پرنده رنگ سرخی شبیه به رنگ لاک آرایشی و نیز موم مورد استفاده برای مهر و موم طومارها و نامه‌های قدیمی است آن را نوک‌لاکی نامیده‌اند.

## گونه‌ها
- نوک‌مومی چشم‌گوشه‌سیاه (Estrilda nigriloris)
- نوک‌مومی معمولی (Estrilda astrild)
- نوک‌مومی آنامبرا (Estrilda poliopareia)
- نوک‌مومی عربی (Estrilda rufibarba)
- نوک‌مومی دمگاه‌سیاه (Estrilda troglodytes)
- نوک‌مومی تاج‌سیاه (Estrilda nonnula)
- نوک‌مومی سرسیاه (Estrilda atricapilla)
- نوک‌مومی کانت (Estrilda kandti)
- نوک‌مومی گونه‌سیاه (Estrilda charmosyna)
- نوک‌مومی سینه‌زرد حنایی (Estrilda paludicola)
- نوک‌مومی گلناری (Estrilda caerulescens)
- نوک‌مومی رخ‌سیاه (Estrilda erythronotos)
- نوک‌مومی سرسیاه (Estrilda atricapilla)
- نوک‌مومی گونه‌نارنجی (Estrilda melpoda)
- نوک‌مومی خاکستری (Estrilda perreini)
- نوک‌مومی دمگاه‌زرشکی (Estrilda rhodopyga)
- نوک‌مومی سیندرلا (Estrilda thomensis)